# La Pila, Veracruz
La Pila är en ort i Mexiko.   Den ligger i kommunen Zongolica och delstaten Veracruz, i den sydöstra delen av landet, 240 km öster om huvudstaden Mexico City. La Pila ligger 930 meter över havet och antalet invånare är 166.
Terrängen runt La Pila är huvudsakligen kuperad, men österut är den bergig. Runt La Pila är det ganska tätbefolkat, med 222 invånare per kvadratkilometer. Närmaste större samhälle är Córdoba, 16,4 km norr om La Pila. I omgivningarna runt La Pila växer i huvudsak städsegrön lövskog.